# Allwinner A1X
Allwinner A1X — это система на кристалле, разработанная компанией Allwinner Technology Co. Ltd., базирующейся в городе Чжухай, Китай. Содержит одно ядро ARM Cortex-A8 как основной процессор CPU и графический процессор GPU Mali 400. В спецификациях Allwinner часто описывается как многоядерный (двухъядерный) процессор, что является неточностью, так как используются только одно ядро общего назначения с несколькими встроенными сопроцессорами.

## Особенности
Центральный процессор
- Ядро ARM Cortex-A8
- 32KB D-Cache/ 32KB I-Cache
- 256KB кеш второго уровня
- Тактовая частота 1-1.5GHz

Графический процессор
- Ядро Mali 400 MP

Видеоконтроллер
- Декодирование HD видео (вплоть до Super HD 2160p/3D Film)
- Поддержка всех популярных видеокодеков, включая VP8AVS, H.264 MVC, VC-1, MPEG-1/2/4, …
- Кодирование HD видео (H.264 High Profile) с максимальным разрешением 1920x1080@30fps
- Многоканальное воспроизведение HD видео
- Встроенный HDMI
- YPbPr, CVBS, VGA
- LCD интерфейсы: CPU, RGB, LVDS вплоть до Full HD

Память
- DDR2, DDR3 SDRAM, до 533MHz
- SLC/MLC/TLC/DDR NAND флеш-память

Интерфейсы
- USB 2.0 порт (режимы OTG и HOST)
- CSI, TS
- SD Card 3.0
- 10/100 Ethernet контроллер
- CAN шина, встроенный SATA 2.0 интерфейс
- I2C, S/PDIF и AC97 аудио интерфейсы
- PS/2, SPI, TWI и UART

Хранение данных и загрузка
- NAND FLASH
- SPI NOR FLASH
- SD Card
- USB

Поддерживаемые операционные системы
- Android
- FreeBSD (Неполная, работа в процессе)
- Linux
- WinCE 6.0

## Реализации
Многие производители аппаратного обеспечения адаптировали процессоры Allwinner A1X для использования в планшетах, особенно тех, которые работают на операционной системе Android. На данный момент есть две реализации процессора — A10 и A13. Модель A13, несмотря на больший индекс, является упрощённой и удешевлённой реализацией A10, в которой отсутствует HDMI и SATA, а максимальное разрешение декодирования видео понижено с 2160p до 1080p.
Максимальные тактовые частоты — 1.5GHz для A10 (на практике занижают до 1-1.2GHz) и 1GHz для A13.
Оптовые цены на A13 около 5 долларов, на A10 — около 7 долларов за процессор. На Aliexpress сет из 2 процессоров A10 и 2 чипов управления питанием AXP152 стоит около $11, т.е. меньше $6 за комплект.
Процессоры Allwinner используются приблизительно в 60% недорогих китайских планшетов (от 41$ если покупать на электронном китайском рынке). Поставки таких устройств в 2012 году могут достигать 24 млн.